# Joseph Chaumié

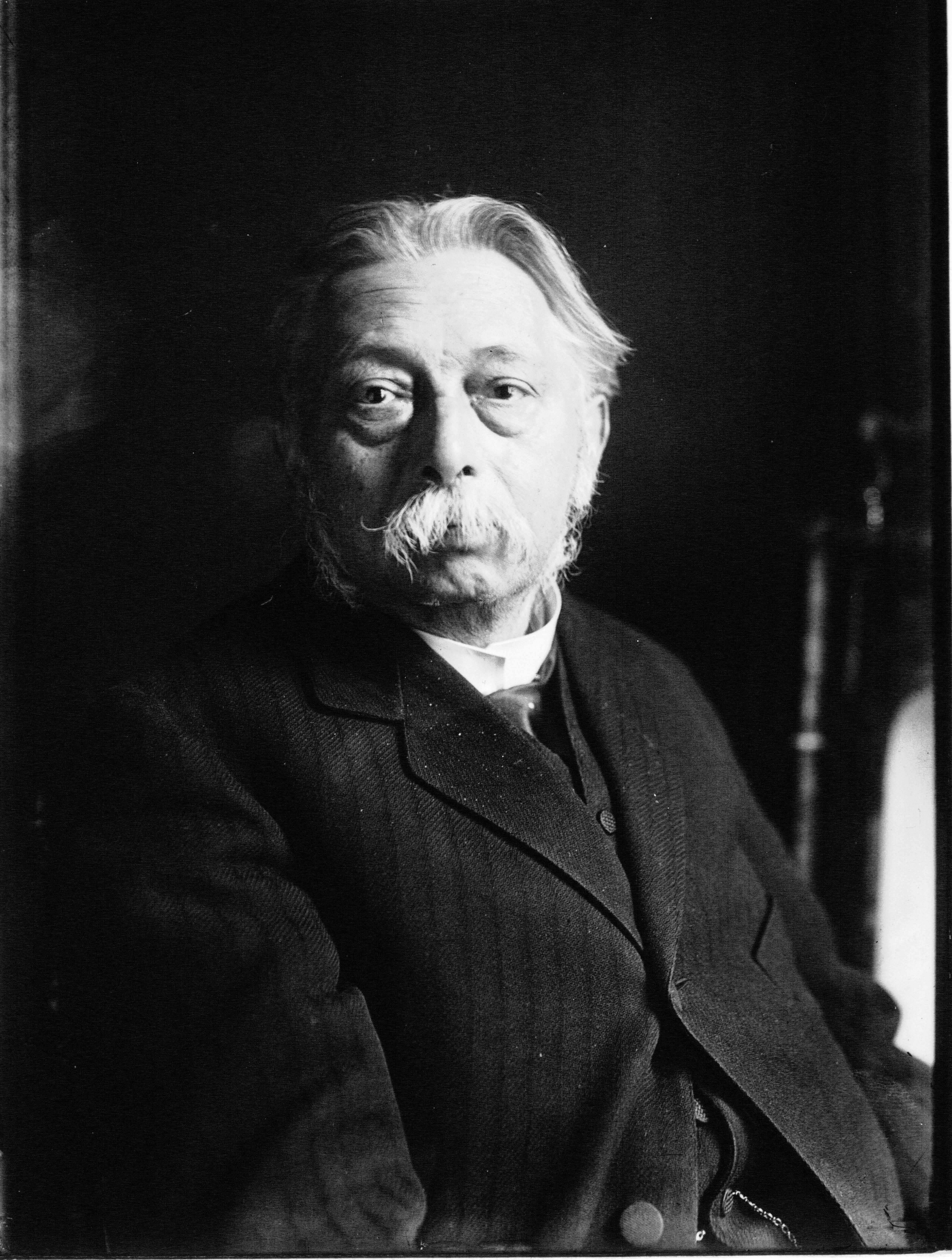
Joseph Chaumié (1913)

Joseph Chaumié (* 17. März 1849 in Agen, Département Lot-et-Garonne; † 19. Juli 1919 in Clermont-Dessous, Département Lot-et-Garonne) war ein französischer Jurist und Politiker, der unter anderem zwischen 1896 und 1900 Bürgermeister von Agen sowie von 1897 bis 1919 Mitglied des Senats (Sénat) war. Er fungierte ferner zwischen 1902 und 1905 als Minister für öffentlichen Unterricht und schöne Künste im Kabinett Combes sowie von 1905 bis 1906 als Justizminister im Kabinett Rouvier II.

## Leben

### Rechtsanwalt, Bürgermeister von Agen und Senator

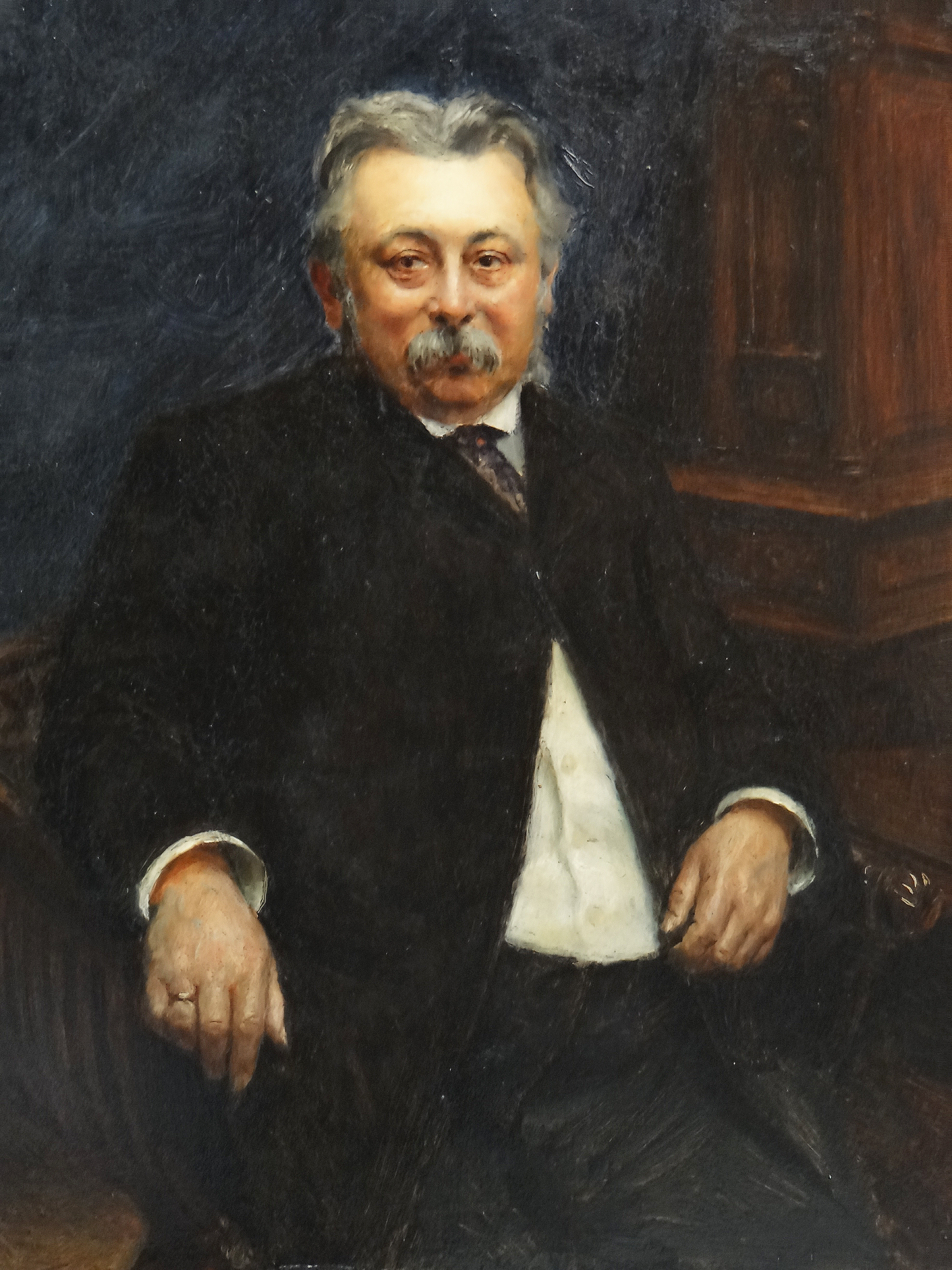
Joseph Chaumié (Gemälde von Jean-Joseph Weerts, 1903)

Joseph Chaumié, der aus einer Familie von Handwerkern und Angestellten stammte, begann nach dem Schulbesuch ein Studium der Rechtswissenschaften an der Juristischen Fakultät der Universität von Paris, wo er eine bemerkenswerte Abschlussarbeit über die Paulianische Anfechtungsklage vorlegte. Nachdem seine Zulassung als Rechtsanwalt bei der Anwaltskammer von Paris gescheitert war, erhielt er 1875 seine anwaltliche Zulassung bei der Anwaltskammer von Agen. Später erfuhr er, dass Polizeiberichte, die ihn als Revolutionär darstellten, etwas mit diesem Scheitern zu tun hatten. Er setzte sich als Strafverteidiger für wegen Teilnahme an Protesten angeklagte Republikaner ein und wurde einer der führenden Anwälte im Südwesten Frankreichs. Seine politische Laufbahn begann er in der Kommunalpolitik, als er 1886 zum Mitglied des Gemeinderates von Agen gewählt wurde, und er war später von 1896 bis 1900 Bürgermeister von Agen.
Am 3. Januar 1897 wurde er bei den Senatswahlen im zweiten Wahlgang mit 426 der 688 Stimmen im Wahlmännerkollegium zum Mitglied des Senats (Sénat) gewählt, in dem er bis zu seinem Tode am 19. Juli 1919 das Département Lot-et-Garonne vertrat. Er gründete zusammen mit Pierre Waldeck-Rousseau die Demokratische Republikanische Allianz ARD (Alliance républicaine démocratique), deren Vizepräsidenten er wurde. Während der Dreyfus-Affäre, zu deren Beendigung Waldeck-Rousseau beitrug, erfolgte eine Links-Orientierung der Partei. 1898 legte er einen Gesetzentwurf zur Reform der Justizorganisation vor, den er später zurückzog. 1901 wurde er Berichterstatter der Heereskommission (Commission de l’Armée), die für die Prüfung des von der Abgeordnetenkammer verabschiedeten Gesetzentwurfs zur Änderung von Artikel 200 des Militärstrafgesetzbuchs (Code de justice militaire) verantwortlich war.

### Unterrichtsminister und Justizminister

#### Minister für Unterricht und schöne Künste 1902 bis 1905

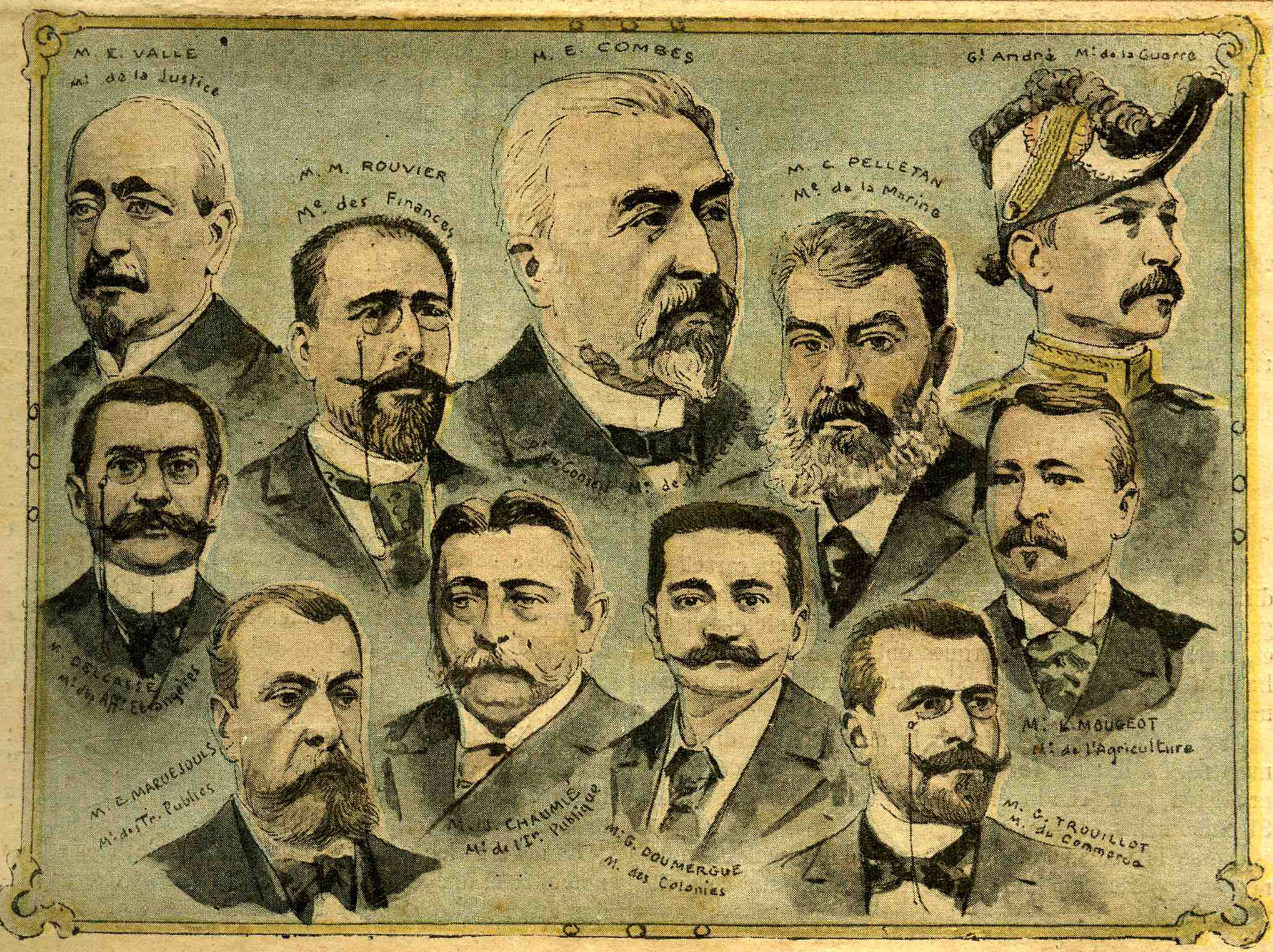
Das Kabinett Combes (1902).

Chaumié wurde am 7. Juni 1902 als Minister für öffentlichen Unterricht und schöne Künste (Ministre de l’Instruction publique et des Beaux-arts) in das Kabinett Combes berufen und bekleidete dieses Amt bis zum 24. Januar 1905.
Als Unterrichtsminister verkündete er die Sekundarschulreform von 1904, die er anschließend umsetzte. Zudem kam es zur Eingliederung der École normale supérieure (ENS) in die Universität von Paris und hielt trotz der damaligen Unruhen am Säkularismus vom Staat fest. Er vertrat als Redner die Regierung bei Beerdigung von Émile Zola sowie bei der Einweihung des Denkmals für den Schriftsteller, Historiker, Archäologen, Religionswissenschaftler und Orientalisten Ernest Renan, bei der er über die Toleranz sprach. Als zuständiger Minister für schöne Künste ermutigte er die Société des Artistes Indépendants, den sogenannten „Salon des Indépendants“, erstmals offiziell. 1902 wurde eine erste Nominierung des Kontrabassisten, Komponisten, Instrumentalpädagogen sowie Pioniers der sogenannten „historischen Aufführungspraxis“ Édouard Nanny für die Kontrabass-Professur am Conservatoire, dem Pariser Konservatorium, von dem von Chaumié geleiteten zuständigen Ministère de l’Instruction Publique et des Beaux-Arts abgelehnt. Diese Entscheidung von Minister Chaumié sorgte im November 1902 für beträchtliche Aufregung im musikbegeisterten Paris, wie einige erhaltene und recht polemische Presseartikel belegen. Chaumié hatte seine Ablehnung entgegen der Empfehlung des Conservatoire ausgesprochen, was einem Skandal gleichkam und dem Minister harsche Vorwürfe der Vetternwirtschaft, der künstlerischen Inkompetenz und der Voreingenommenheit gegen die Person des Kandidaten einbrachte.
1903 war er Repräsentant der Regierung bei der Feier des 100-jährigen Jubiläums der Académie de France à Rome in der Villa Medici und würdigte „Rom, von nun an und für immer die Hauptstadt Italiens“ in seiner Rede, deren Wirkung laut Botschafter Camille Barrère den Bruch des Dreibundes und andererseits die französisch-italienischen Annäherung vorbereitete.

#### Justizminister 1905 bis 1906

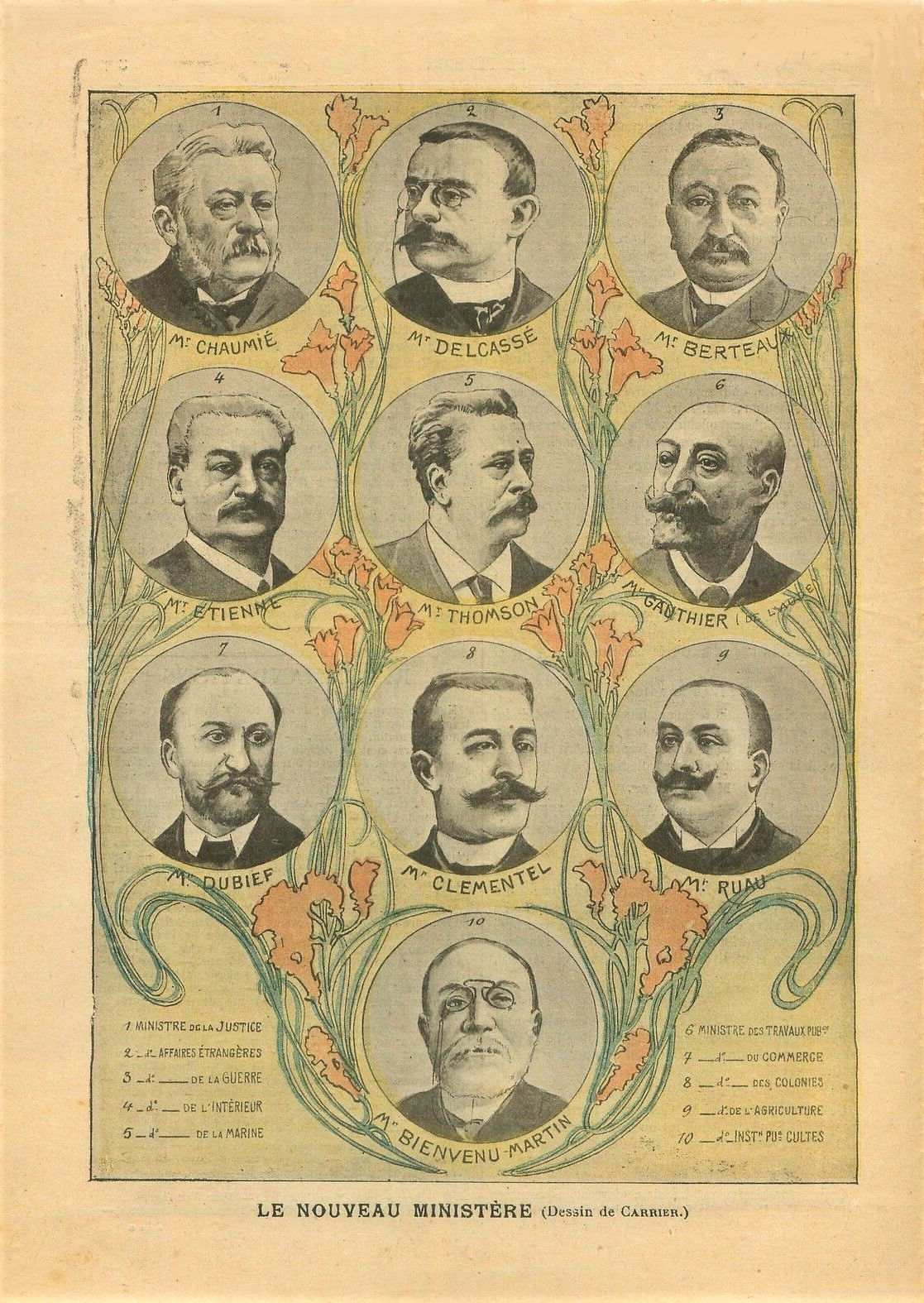
Das Kabinett Rouvier II (Zeichnung Carrier vom 6. Februar 1905).

Im Anschluss übernahm Joseph Chaumié am 24. Januar 1905 das Amt als Justizminister (Ministre de la Justice) im zweiten Kabinett Rouvier, das er bis zum 14. März 1906 innehatte. Als Justizminister war er kraft Amtes auch Siegelbewahrer (Garde des Sceaux).
Auch als Justizminister trat er für die Trennung von Kirche und Staat ein, der seiner Meinung nach religiöse Streitigkeiten schlichten muss. Die unter dem Druck der Sozialisten fortgesetzte Entklerikalisierung führte zu einer staatlichen Genehmigungspflicht von Orden (Religion), die restriktiv gehandhabt wurde. Nicht zugelassenen Orden wurde die Unterrichtsbefugnis entzogen, wobei bei Verstößen Klosterschließungen drohten. Dies führte zum Abbruch der diplomatischen Beziehungen zum Heiligen Stuhl. Das am 3. Juli 1905 verabschiedete Gesetz über die Trennung von Kirche und Staat unterband finanzielle Zuwendungen und das Mitwirkungsrecht des Staates. Wachsende Klassenspannungen zwischen bürgerlichen Radikalen und Sozialisten, verschärft durch eine neue Hochkonjunktur und die Zuspitzung der internationalen Lage, ließen den antiklerikalen Block auseinanderbrechen. Daraufhin brachte er mehrere Gesetzentwürfe auf den Weg, um Priestervereinigungen mit der Verwaltung religiöser Gebäude und des Eigentums der Kirche zu betrauen. Seine Bemühungen in diesem Bereich waren jedoch erst nach seinem Tod erfolgreich. Er ließ des Weiteren auch die Friedensrichterreform verabschieden und eine differenziertere Auslegung der Strafbarkeit akzeptieren. Während seiner Amtszeit endete zudem die juristische Phase der Dreyfus-Affäre und er legte einen Gesetzentwurf zu Korruptionshandlungen im Wahlverfahren vor.
Bei den Senatswahlen wurde Chaumié am 7. Januar 1906 im ersten Wahlgang mit 448 der 662 Stimmen wieder zum Mitglied des Senats für das Département Lot-et-Garonne gewählt und erhielt somit 67,7 Prozent der Stimmen im Wahlmännerkollegium. Nach seinem Ausscheiden aus dem Kabinett am 14. März 1906 war er Mitglied verschiedener Senatsausschüsse. Daraufhin wurde er Gegenstand einer heftigen Verleumdungskampagne der Tageszeitung Le Matin, die ihm nicht verzieh, dass er sich geweigert hatte, den Staat vor der Presse zu beugen. Er verklagte diese Zeitung, die vom Schwurgericht verurteilt wurde, aber er war von dieser Verleumdungskampagne sehr betroffen. Seine Interventionen im Senat werden daraufhin allmählich seltener. Sein schlechter Gesundheitszustand nahm zu, weswegen er nicht mehr an der regelmäßigen Parlamentsarbeit teilnahm. Er starb am 19. Juli 1919 in Clermont-Dessous im Département Lot-et-Garonne. Bei der Sitzung am 22. Juli 1919 hielt der Präsident des Senats Antonin Dubost seine Laudatio und würdigte ihn mit den Worten: „Zweifellos hätte er eine immer wichtigere politische Rolle gespielt, wenn seine Gesundheit nicht plötzlich angeschlagen wäre. Leider ließ ihn seine körperliche Kraft im Stich. Er litt grausam unter den ungerechten und gewalttätigen Angriffen, denen er ausgesetzt war. Sein aufrichtiges und großzügiges Herz, sein zutiefst ehrlicher Charakter stellten sich nicht mit genügender Skepsis auf die Polemik, die das Lösegeld für jeden politischen Erfolg ist. Er stellte sich mutig, ging als Sieger aus dem Kampf hervor, aber tödlich verwundet. Wir umgaben ihn mit liebevoller Wertschätzung, und all die Freude, die er hatte, sich in unserer Mitte zu befinden, war genug, um seine Dankbarkeit und seine Freundschaft zu zeigen.“
Zwei seiner drei Kinder waren ebenfalls politisch tätig: Sein Sohn Jacques Chaumié (1877–1920) war für das Département Lot-et-Garonne von 1906 bis 1910 sowie zwischen 1914 und 1920 Mitglied der Abgeordnetenkammer (Chambre des députés), während sein Sohn Emmanuel Chaumié (1890–1934) das Département Lot-et-Garonne von 1924 bis 1928 als Mitglied in der Abgeordnetenkammer vertrat.